# マーク・レスター/可愛い冒険者
『マーク・レスター／可愛い冒険者』（英: Redneck、伊: Senza ragione)は、1973年に公開されたイギリスとイタリアの映画。ローマを舞台に誘拐犯とそれを追う警察を描いた作品。監督はシルヴィオ・ナリッツァーノ。出演はマーク・レスターやフランコ・ネロなど。

## キャスト
※括弧内は日本語吹替（初回放送1977年12月11日『日曜洋画劇場』）
- レノックス：マーク・レスター（内海敏彦）
- モスキート：フランコ・ネロ（東野英心）
- メンフィス：テリー・サバラス（大平透）
- マリア：エリイ・ガレアーニ
- レンツィ署長：デュリオ・デル・プレト